# Blitzkrieg Over Nüremberg
Blitzkrieg Over Nüremberg je první koncertní album americké heavy metalové skupiny Blue Cheer, vydané v roce 1989.

## Seznam skladeb
1. "Babylon" (Dickie Peterson)/"Girl Next Door" (Tony Rainier) – 9:20
2. "Ride With Me" (Tony Rainier) – 8:50
3. "Just A Little Bit" (Dickie Peterson) – 4:27
4. "Summertime Blues" (Jerry Capehart, Eddie Cochran) – 6:39
5. "Out Of Focus" (Dickie Peterson) – 4:36
6. "Doctor Please" (Dickie Peterson) – 12:05
7. "The Hunter" (Booker T. Jones) – 6:37
8. "Red House" (Jimi Hendrix) – 8:47

## Sestava
- Dickie Peterson – baskytara, zpěv
- Duck MacDonald – kytara, zpěv
- Dave Salce – bicí